# Kuujjuaq
Ne doit pas être confondu avec Kuujjuaq (terre réservée inuite).
Kuujjuaq (en inuktitut : ᑰᔾᔪᐊᖅ) est un village nordique du Nunavik situé sur le bord de la rivière Koksoak dans la région administrative du Nord-du-Québec, au Québec. Anciennement baptisé Fort Chimo, il est la capitale de l'Administration régionale Kativik. Selon Statistique Canada, sa population s'élève à près de 3 000 personnes, dont une forte majorité s'identifie comme autochtones et dont la quasi-totalité sont inuits.
Ses habitants s'appellent les Kuujjuamiut.

## Toponymie
Le premier nom donné au village fut Fort Chimo, mauvaise prononciation répandue d'une expression inuktitut saimuk signifiant en français : « Serrons-nous la main ! ». Les Inuits prononçaient cette phrase pour souhaiter la bienvenue aux commerçants de fourrure. Ces derniers adoptèrent ensuite l'expression pour définir ce poste de traite.
En 1979, le premier toponyme est remplacé par le terme inuktitut « Kuujjuaq », ce qui signifie « grande rivière ». L'expression fait référence à la rivière Koksoak (forme ancienne du mot « Kuujjuaq ») qui borde le village.

## Histoire

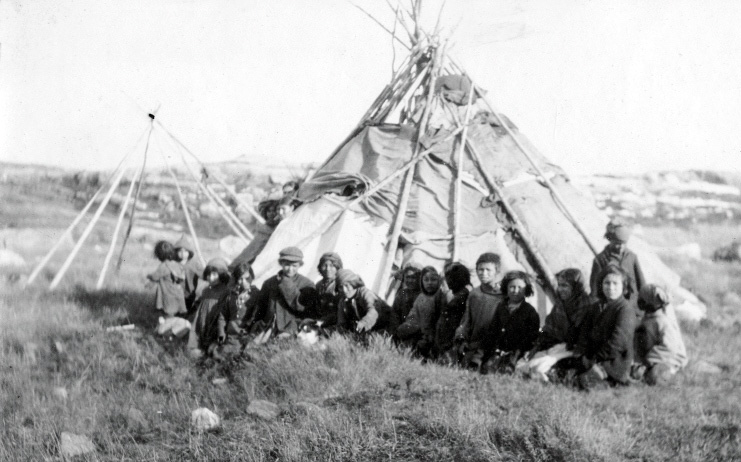
Campement à Fort-Chimo, 1909.

Le premier contact entre les Européens et les Inuits locaux a eu lieu le 25 août 1811 lorsque des missionnaires moraves arrivèrent, après un voyage périlleux, à un campement inuit qui se trouvait sur la rive est de la rivière Koksoak. Ils y établirent une mission dont le but était de convertir les Inuits au christianisme. Vint par la suite un poste de traite de la Compagnie de la Baie d'Hudson en 1830 qui contribua au commerce local. Le poste ferma temporairement ses portes de 1842 à 1866.
En 1942, les Forces armées américaines y établissent la base Crystal 1 à l'emplacement actuel du village de Kuujjuaq. L'occupation du site par les Américains a permis d'accélérer le développement du village. Après la Seconde Guerre mondiale, ces derniers cédèrent la base au gouvernement canadien. Une mission catholique s’établit en 1948 dans le village en pleine croissance. Ont ensuite suivi un poste de soins infirmiers, une école et une station météorologique.
Aujourd'hui, le village est un centre important du Nunavik. On y retrouve un aéroport, quelques hôtels, des restaurants et des magasins ainsi qu'une banque. L'école Pitakallak dessert les élèves de la maternelle à la troisième année et l'école Jaanimmarik dessert les élèves de la 4e année à la 5e secondaire. De plus, il est le siège de l'Administration régionale Kativik, de la commission scolaire Kativik, de la Régie régionale de la santé et des services sociaux du Nunavik et du Corps de police régional Kativik (CPRK).
La date de constitution est le 2 mai 1995.

## Géographie
Kuujjuaq se situe 48 kilomètres en amont de la baie d'Ungava, sur les rives de la rivière Koksoak. Le village se trouve tout près de la limite des arbres, aux limites de la toundra. Ainsi, la taïga est présente dans ce secteur. Néanmoins, les épinettes noires et les mélèzes qui s'y trouvent sont souvent de petites tailles et en nombre peu élevé.
Le territoire se trouve également témoin des migrations annuelles de la harde de caribous de la rivière George. Ces animaux passent dans la région durant les mois d'août et de septembre.

## Climat

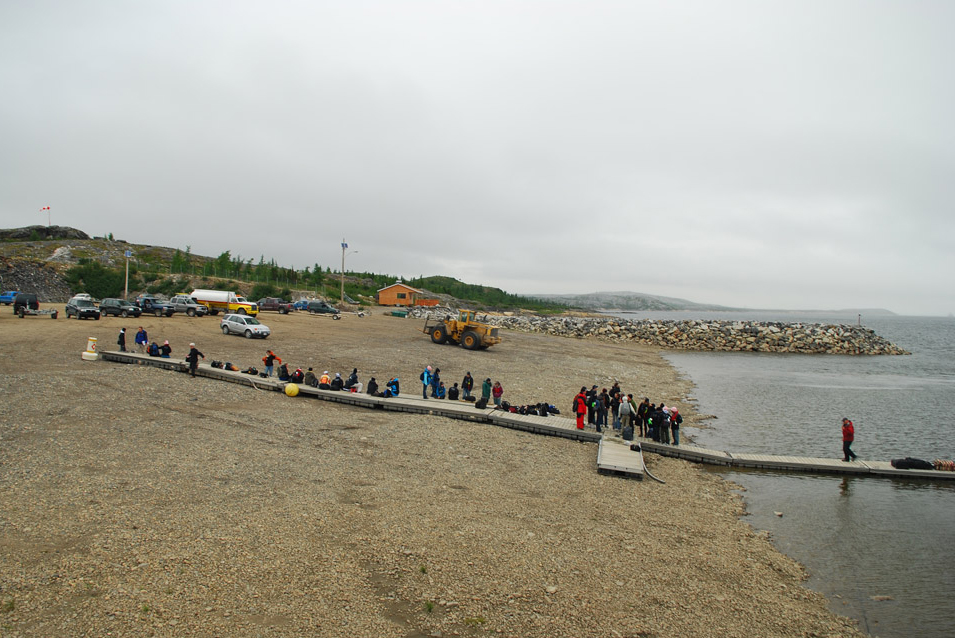
Plage à Kuujjuaq en juillet.

« Le climat de Kuujjuaq, et plus globalement celui du Nunavik, est caractérisé par des changements importants de météorologie. Il peut arriver dans le même été que le soleil soit très chaud et que surviennent des averses de neige. La végétation étant de type toundra, l'absence d'arbres fait que les vents se font plus sentir. »

| Mois                                            | jan.       | fév.       | mars       | avril      | mai        | juin      | jui.      | août      | sep.      | oct.      | nov.       | déc.       | année      |
| ----------------------------------------------- | ---------- | ---------- | ---------- | ---------- | ---------- | --------- | --------- | --------- | --------- | --------- | ---------- | ---------- | ---------- |
| Température minimale moyenne (°C)               | −29,3      | −29,1      | −23,3      | −13,8      | −3,6       | 2,3       | 6,1       | 5,9       | 2,6       | −2,9      | −11,6      | −22,5      | −9,9       |
| Température moyenne (°C)                        | −24,7      | −24,1      | −17,9      | −8,7       | 0,7        | 7,5       | 11,8      | 11        | 6,4       | 0         | −8,2       | −18,3      | −5,4       |
| Température maximale moyenne (°C)               | −20,1      | −19,1      | −12,4      | −3,5       | 5          | 12,7      | 17,4      | 16        | 10,1      | 2,8       | −4,7       | −14,1      | −0,8       |
| Record de froid (°C) date du record             | −49,8 1991 | −43,9 1972 | −43,9 1968 | −34,1 1984 | −24,7 1992 | −8,3 1970 | −1,6 1992 | −1,7 1950 | −7,8 1975 | −20 1972  | −31,1 1956 | −43,9 1972 | −49,8 1991 |
| Record de chaleur (°C) date du record           | 5,6 1959   | 7,8 1981   | 12,1 1999  | 19,2 2013  | 31,1 1950  | 33,1 1999 | 32,2 1953 | 30,7 2014 | 28,3 1968 | 20 2014   | 10,2 1977  | 8,3 1957   | 33,1 1999  |
| Ensoleillement (h)                              | 55,5       | 88,7       | 144,4      | 182,7      | 149,5      | 184,5     | 204,7     | 172,3     | 89,1      | 55,4      | 39,9       | 48,7       | 1 415,4    |
| Record de vent (km/h) date du record            | 109 1964   | 89 1975    | 97 1974    | 71 1966    | 77 1963    | 80 1958   | 74 1960   | 84 1960   | 85 1974   | 85 1986   | 101 1973   | 97 1957    | 109 1964   |
| Précipitations (mm)                             | 31,7       | 28,9       | 31,8       | 27,3       | 29         | 49,6      | 59,6      | 71,4      | 73,8      | 54,6      | 47,8       | 36,2       | 541,6      |
| dont pluie (mm)                                 | 0,03       | 0,77       | 0,36       | 2,9        | 14,5       | 42,8      | 59,6      | 71,4      | 69,4      | 29        | 4          | 0,73       | 295,5      |
| dont neige (cm)                                 | 32,6       | 29,3       | 32,3       | 24,8       | 14,5       | 6,5       | 0,08      | 0,03      | 4,3       | 26,1      | 45         | 36,2       | 251,7      |
| Record de pluie en 24 h (mm) date du record     | 5,1 1958   | 6 1981     | 2,6 1990   | 9,2 1988   | 22,6 1958  | 44,7 1974 | 56,4 1991 | 44,5 1975 | 35,1 1950 | 25 1995   | 20,2 2000  | 6,9 1951   | 56,4 1991  |
| Record de neige en 24 h (cm) date du record     | 76,2 1964  | 29,5 1975  | 31 1999    | 17,8 1948  | 20,8 1987  | 20,6 1947 | 1,3 1972  | 9,4 1972  | 25,7 1974 | 21,1 1974 | 27,4 1999  | 36,6 1964  | 76,2 1964  |
| Nombre de jours avec précipitations             | 15,4       | 13         | 14,9       | 12,2       | 12,4       | 14        | 14,8      | 18        | 18,9      | 18,9      | 17,5       | 15,6       | 185,6      |
| dont nombre de jours avec précipitations ≥ 5 mm | 1,7        | 1,9        | 1,4        | 1,8        | 1,8        | 3,3       | 4,1       | 5         | 4,5       | 3,9       | 3,2        | 2          | 34,4       |
| Humidité relative (%)                           | 64,3       | 61,7       | 62,7       | 66,7       | 64,6       | 59,3      | 58,5      | 63,3      | 67,4      | 73,9      | 77,4       | 71,9       | 66         |
| Nombre de jours avec neige                      | 15,5       | 12,9       | 14,9       | 10,8       | 8,1        | 3,5       | 0,13      | 0,08      | 2,4       | 13,2      | 17,1       | 15,7       | 114,3      |

| Diagramme climatique                                  |                |                |               |         |             |             |           |             |             |               |                |
| J                                                     | F              | M              | A             | M       | J           | J           | A         | S           | O           | N             | D              |
| −20,1−29,331,7                                        | −19,1−29,128,9 | −12,4−23,331,8 | −3,5−13,827,3 | 5−3,629 | 12,72,349,6 | 17,46,159,6 | 165,971,4 | 10,12,673,8 | 2,8−2,954,6 | −4,7−11,647,8 | −14,1−22,536,2 |
| Moyennes : • Temp. maxi et mini °C • Précipitation mm |                |                |               |         |             |             |           |             |             |               |                |

## Démographie

### Population
| 1981 | 1986  | 1991  | 1996  | 2001  | 2006  |
| ---- | ----- | ----- | ----- | ----- | ----- |
| 805  | 1 066 | 1 405 | 1 706 | 1 932 | 2 132 |

| 2011  | 2016  | 2021  | - | - | - |
| ----- | ----- | ----- | - | - | - |
| 2 375 | 2 754 | 2 668 | - | - | - |

### Langues
À Kuujjuaq, selon l'Institut de la statistique du Québec, la langue la plus parlée à la maison en 2011 sur une population de 2 350 habitants, est l'inuktitut à 63,19 %, le français à 15,74 % et l'anglais à 20 %.

## Administration
La communauté municipale de Kuujjuaq est organisée autour d'un maire et de six conseillers municipaux. Actuellement, les six conseillers municipaux de Kuujjuaq sont : Shirley White-Dupuis, Claude Gadbois, Allen Gordon, Bobby Snowball Sr., Jobie Tukkiapik, Larry Watt.
| Période                                  | Période  | Identité       | Étiquette | Qualité |
| ---------------------------------------- | -------- | -------------- | --------- | ------- |
| 1997                                     | 2005     | Michael Gordon |           |         |
| 2005                                     | 2009     | Larry Watt     |           |         |
| 2009                                     | 2012     | Paul Parsons   |           |         |
| 2012                                     | 2018     | Tunu Napartuk  |           |         |
| 2018                                     | 2021     | Sammy Koneak   |           |         |
| 2021                                     | En cours | Mary Johannes  |           |         |
| Les données manquantes sont à compléter. |          |                |           |         |

### Représentation fédérale

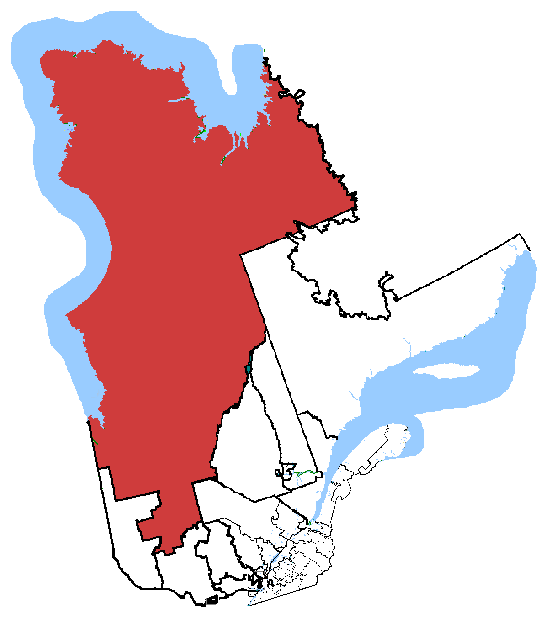
Kuujjuaq fait partie de la circonscription fédérale de Abitibi—Baie-James—Nunavik—Eeyou.

Kuujjuaq fait partie de la circonscription électorale fédérale de Abitibi—Baie-James—Nunavik—Eeyou. La députée qui représente actuellement Kuujjuaq est Sylvie Bérubé du Bloc québécois

### Représentation provinciale
Kuujjuaq fait partie de la circonscription électorale provinciale d'Ungava. Le député pour cette circonscription est actuellement Denis Lamothe de la Coalition avenir Québec.

## Institution
- Palais de justice de Kuujjuaq[15]
- Siège de la communauté municipale de Kuujjuaq[16]

## Religion
- St Stephen's Anglican Church[17]
- Paroisse Notre-Dame-de-Fatima[18]

## Galerie

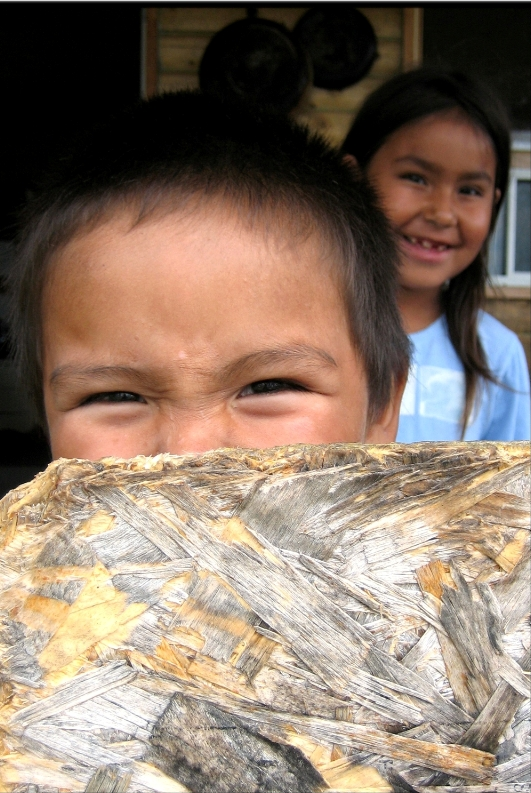
Des jeunes Kuujjuamiuts.
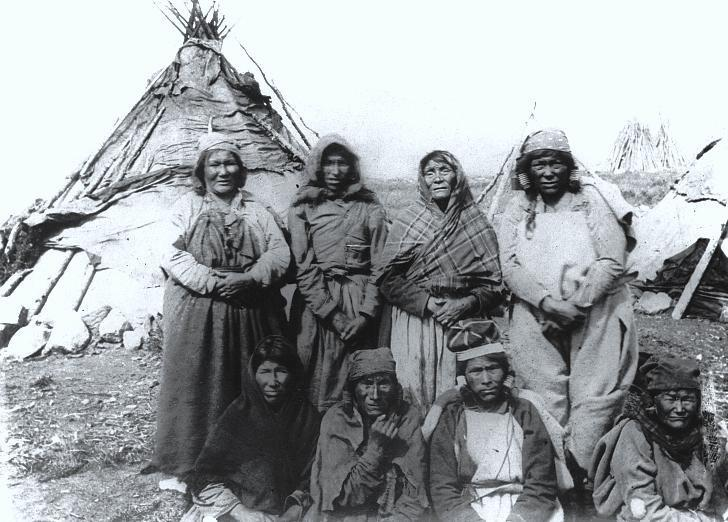
Femmes autochtones, Kuujjuaq, QC, vers 1900.
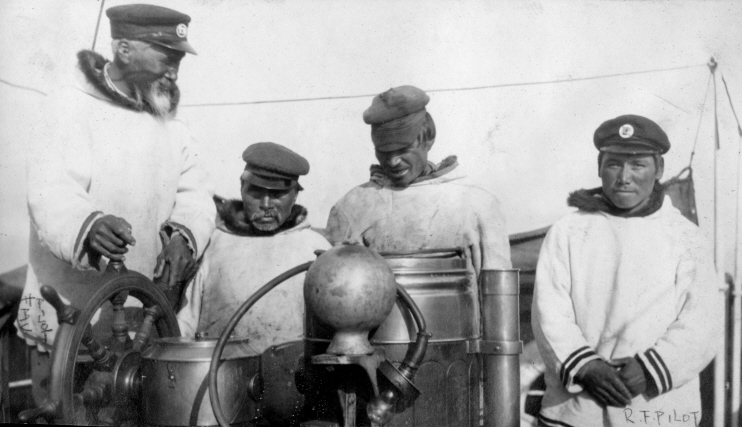
Pilotes de la Compagnie de la Baie d'Hudson et de Revillon Frères à Kuujjuaq, 1909.
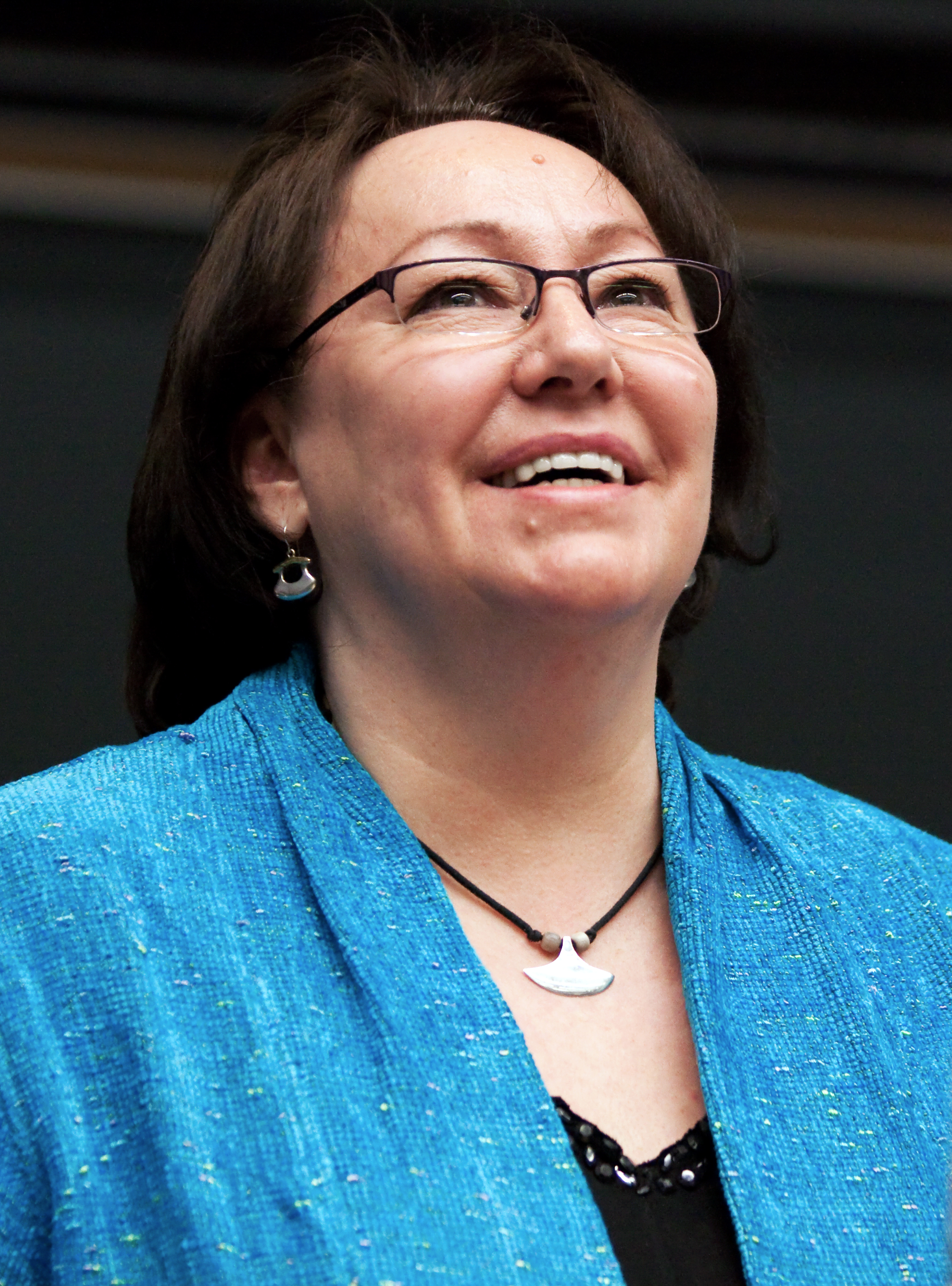
Sheila Watt-Cloutier est une personnalité québécoise inuk.

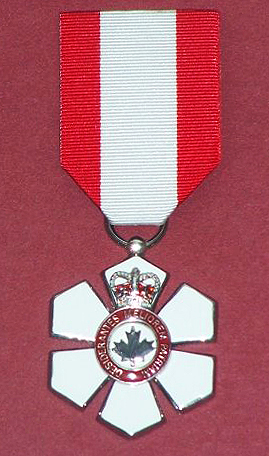
Sheila Watt-Cloutier est Officier de l'Ordre du Canada (2006)

## Personnalités associées
- Joé Juneau, fondateur d'un programme pour jeunes hockeyeurs ;
- Sheila Watt-Cloutier, militante inuk ;

- Charlie Watt, sénateur canadien ;
- Mary Simon, animatrice, diplomate et Gouverneure générale du Canada ;
- Jeannie Snowball, artisane inuite.